# Mitsuke
Mitsuke (jap. 見附市 Mitsuke-shi) – miasto w Japonii w prefekturze Niigata, na wyspie Honsiu, nad rzeką Shinano.

## Położenie
Miasto leży w środkowej części prefektury nad  rzeką Shinano. Miasto graniczy z:
- Sanjō
- Nagaoka

## Historia
Miasto utworzono 31 marca 1954 roku.

## Transport

### Kolejowy
- Przez miasto przebiega linia Jōetsu Shinkansen lecz nie ma przystanku.
- Przez miasto przebiega również linia JR Shinetsu, na której znajduje się stacja kolejowa Mitsuke.

### Drogowy
- Autostrada Hokuriku
- Droga krajowa nr 8, 19, 20.